# Comité de liaison enseignants et astronomes
Le Comité de liaison enseignants et astronomes est une association qui réunit des enseignants et des astronomes professionnels qui veulent ensemble promouvoir l'enseignement de l'astronomie à tous les niveaux de l'enseignement. Ils focalisent leur action sur la formation des enseignants et la réalisation de matériel pédagogique.

## Histoire
Le CLEA a été créé pour répondre à une requête formulée par la commission « Enseignement de l'astronomie » de l'Union astronomique internationale le 2 septembre 1976 à Grenoble.
À cette époque, en France, l'astronomie était totalement absente des programmes scolaires. La vocation première du CLEA est de répondre à cette demande.
La première École d'été eut lieu à Lanslebourg-Mont-Cenis en 1977.

## Les Cahiers Clairaut
Le premier numéro de la revue du CLEA, « Les Cahiers Clairaut », est paru au printemps 1978. Puis à raison de quatre numéros par an (aux équinoxes et aux solstices).
Chaque numéro contient un article de fond, des propositions d'activité pour les élèves, des informations d'actualité, des études historiques...

## Les méthodes du CLEA
Le CLEA a des correspondants dans presque toutes les académies. Son objectif essentiel est de fournir aux enseignants des outils (intellectuels et pratiques) leur permettant de construire eux-mêmes leur propre démarche. Il se refuse donc à diffuser des « Travaux pratiques clés en main ».
Toutes les séances reposent sur la base d'observations, même quand des documents de substitution sont proposés (par exemple : l'observation des taches solaires permettant de déterminer la vitesse de rotation du Soleil, les phases de la Lune, le mouvement de rétrogradation des planètes, l'interprétation d'un spectre solaire, etc.).
Les documents qui décrivent ces activités sont toujours largement expérimentés avant d'être diffusés.